# Agence espagnole de protection des données
L’Agence espagnole de protection des données (en espagnol : Agencia Española de Protección de Datos, AEPD) est l'autorité chargée de la protection des données personnelles en Espagne. Elle est créée en 1994.